# Muhammad Abdel Moneim
Damat Principe Muhammad Abdel Moneim Beyefendi (20 febbraio 1899 – Ortaköy, 1º dicembre 1979) è stato un principe egiziano, erede al trono d'Egitto e Sudan dal 1899 al 1914. Dopo l'abdicazione di Re Fārūq I d'Egitto in seguito alla Rivoluzione egiziana del 1952, divenne principe reggente per il re Fuʾād II d'Egitto fino all'abolizione della monarchia egiziana e sudanese nel 1953.

## Infanzia
Il Principe Muhammad Abdul Moneim nacque nel Palazzo Montaza, nei pressi di Alessandria d'Egitto. Suo padre ʿAbbās Ḥilmī era il khedive regnante e quindi Muhammad Abdel Moneim ne divenne l'erede dalla sua nascita, ricevendo il titolo di Principe Ereditario. Ricevette un'educazione occidentale a Friburgo, in Svizzera. In seguito all'entrata dell'Impero ottomano nella Prima guerra mondiale, il padre di Muhammad Abdel Moneim fu deposto dagli inglesi il 18 dicembre 1914 per aver sostenuto gli ottomani nella prima guerra mondiale, e al suo posto venne insediato sul trono suo zio Ḥusayn Kāmil, tagliando così fuori Muhammad Abdul Moneim dalla successione. Nel 1922 ricevette il titolo di Sua Altezza. Fu Presidente del Comitato Olimpico Egiziano dal 1934 al 1938. Nel 1938 ricoprì l'incarico di Presidente della delegazione araba alla Conferenza sulla Palestina svoltasi a Londra nel 1939.

## Reggenza
In seguito all'abdicazione del Re Fārūq I d'Egitto, Muhammad Abdul Moneim divenne presidente del Consiglio della Reggenza egiziana dal 26 luglio 1952 al 18 giugno 1953 per conto del Re Fuʾād II d'Egitto, ancora bambino, ricevendo il titolo di Sua Altezza Reale nel 1952. Nel 1953 tuttavia il generale Muḥammad Naǧīb prese il potere e dichiarò l'Egitto una repubblica, ponendo termine al regno della Dinastia alawita

## Morte
Morì a Ortaköy, quartiere di Istanbul, e fu sepolto a Il Cairo

## Famiglia
Dopo una proposta fallita alla principessa Myzejen Zogu di Albania, sorella del re Zog I di Albania, Muhammad Abdul Moneim sposò sua cugina di terzo grado Fatma Neslişah Sultan (2 febbraio 1921 - 2 aprile 2012) nel palazzo di el-Orouba, il 26 settembre 1940. Era la figlia del Şehzade Ömer Faruk e della sua prima moglie e cugina, Sabiha Sultan. Fatma dal lato paterno era nipote dell'ultimo califfo ottomano Abdülmecid II e dal lato materno del Sultano Mehmed VI.
Muhammad Abdul Moneim e sua moglie ebbero due figli: Abbas Hilmi (nato il 16 ottobre 1941 al Il Cairo) e Ikbal Hanımsultan (nata il 22 dicembre 1944).